# 白堊尖吻鯊
白堊尖吻鯊（學名：Cretoxyrhina），舊譯白垩刺甲鲨、金廚鯊，是生存於白堊紀的一種大型史前鯊魚。

## 發現歷史
白堊尖吻鯊是由路易士·阿格西（Louis Agassiz）於1843年命名。後來查爾斯·斯騰伯格（Charles H. Sternberg）於1890年在美國肯薩斯州發現了一個最為完整的標本。這套標本包含了差不多完整的脊椎及超過250顆牙齒，估計長度達20呎。查爾斯將之命名為Oxyrhina mantelli。
近年發現了更多白堊尖吻鯊的標本。其中一個是於1891年由喬治·史登柏格（George Sternberg）所發現，並存放在慕尼黑博物館。這個標本估計也有20呎長，但因二次大戰轟炸而遭受破壞。

## 特徵

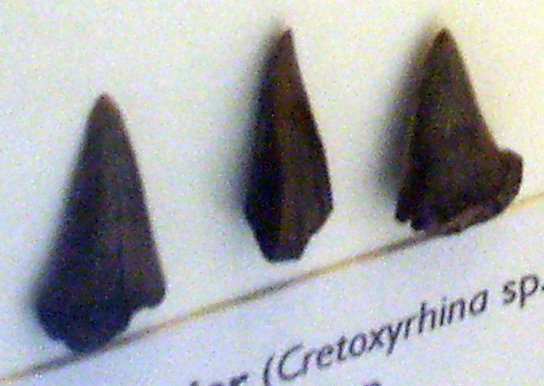
白堊刺甲鯊的牙齒。

白堊尖吻鯊可以長達7.5米-9米，比現今的大白鯊還要大。白堊尖吻鯊的牙齒長達7厘米，彎曲，邊緣光滑，表面有一層很厚的琺瑯質。
在肯薩斯州尼奥布拉拉白堊層（Niobrara Chalk）所發現的白堊尖吻鯊標本顯示，它們的外觀像現今的大白鯊。尾鰭顯示它們是一类很活躍的鯊魚，可以游得很快。

## 分佈
白堊尖吻鯊分布在森諾曼階至坎帕階的全球海域，包括北美洲的西部內陸海道。

## 食性

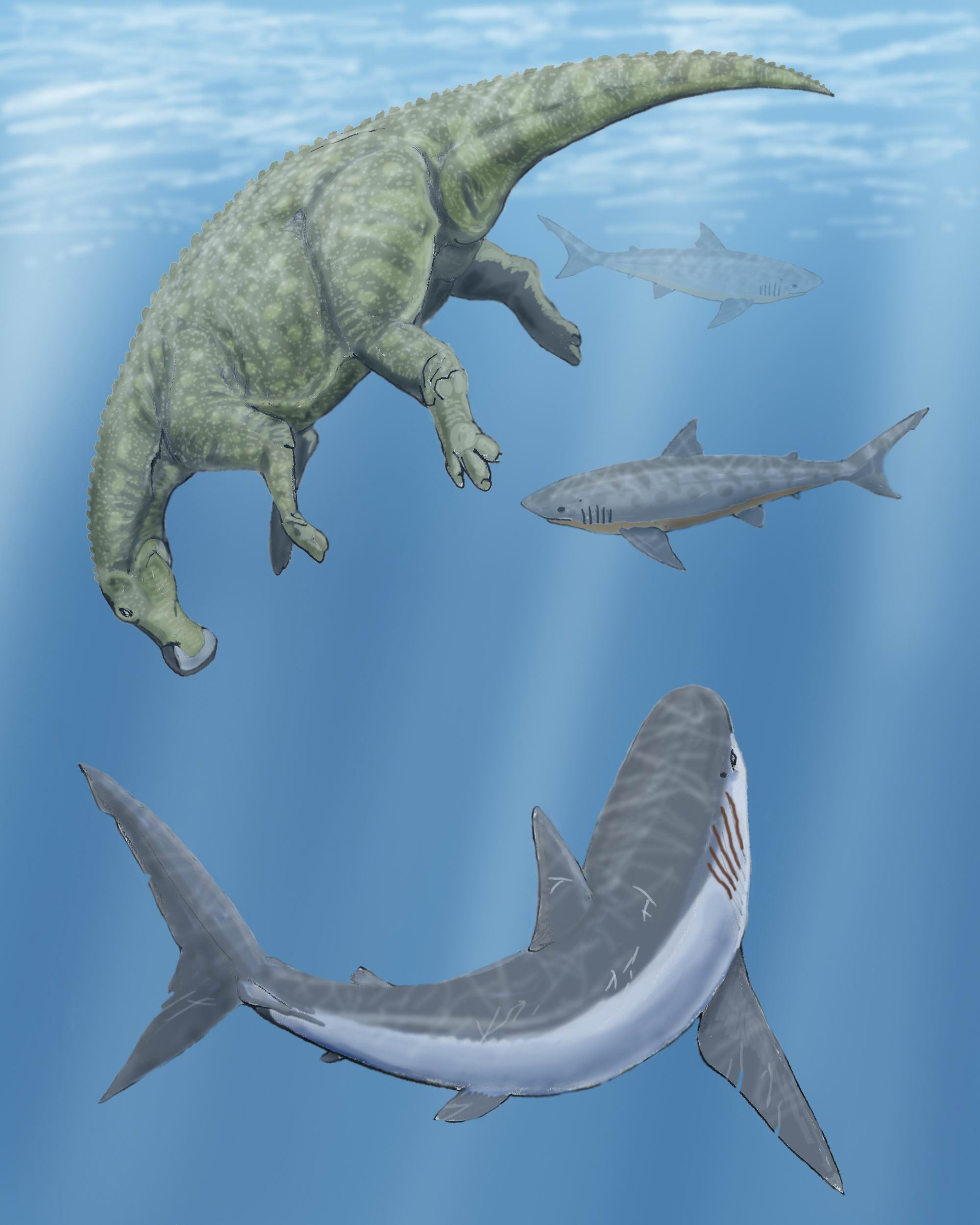
在西部內陸海道中，一隻白堊刺甲鯊與兩隻角鱗鯊屬環繞著一個破碎龍的屍體。

白堊尖吻鯊是它們生存時期最大型的鯊魚之一，屬於海洋中主要的掠食者之一。化石紀錄顯示它們獵食多類水生動物，如滄龍科、蛇頸龍亞目、劍射魚及原蓋龜科。

## 外部連結
- 國家地理頻道 （页面存档备份，存于）
- Mega Beasts: Sea of Killers （页面存档备份，存于）